# Алиев, Муху Гимбатович
Муху́ Гимбатович Али́ев (авар. МухӀу Гьимбатил ГӀалиев; род. 6 августа 1940, с. Тануси, Хунзахский район, Дагестанская АССР, РСФСР, СССР) — советский и российский государственный и политический деятель. Первый секретарь Дагестанского республиканского комитета КП РСФСР (1990—1991). Председатель Народного собрания Республики Дагестан (1995—2006). Президент Республики Дагестан (2006—2010). Член Совета Федерации Российской Федерации (1996—2001). Полный кавалер ордена «За заслуги перед Отечеством».

## Биография
По национальности — аварец.
- 1962 — окончил отделение дагестанской филологии филологического факультета Дагестанского государственного университета (ДГУ), работал завучем, директором школы
- 1964—1966 — секретарь комитета ВЛКСМ ДГУ, затем аспирант кафедры философии
- 1969 — первый секретарь Махачкалинского горкома ВЛКСМ; в 1971 году защитил кандидатскую диссертацию «Стихийный материализм в дагестанском дореволюционном фольклоре»[1].
- 1972 — первый секретарь Советского райкома КПСС Махачкалы
- 1985 — заведующий отделом организационно-партийной и кадровой работы Дагестанского обкома КПСС
- 1990—1991 — первый секретарь Дагестанского рескома КП РСФСР
- На XXVIII съезде КПСС в июле 1990 избран членом ЦК КПСС.
- 1991—1995 — заместитель председателя, затем председатель Верховного совета Дагестана
- 1995—2006 — председатель Народного собрания Республики Дагестан, с 1996 года — член Совета Федерации Федерального Собрания Российской Федерации; в 2000 году защитил докторскую диссертацию «Согласие как проблема социальной философии»[2].
- 2006—2010 — Президент Республики Дагестан; с 29 сентября 2006 по 16 марта 2007 — член президиума Государственного совета Российской Федерации[3][4].

## Семья
Женат, двое детей.

## Научная деятельность
Доктор философских наук, профессор.
Основные направления научных исследований — проблемы становления российской государственности, этнополитической ситуации на Северном Кавказе, изучение гражданского, национального и конфессионального согласия в процессе формирования гражданского общества и правового государства, разработка теоретических, политико-правовых, духовно-нравственных и аксиологических проблем согласия.

## Награды
- Орден Трудового Красного Знамени
- Орден «Знак Почёта»
- Почётная грамота Совета Федерации Федерального Собрания Российской Федерации
- Орден «За заслуги перед Республикой Дагестан»
- Орден «За заслуги перед Отечеством» IV степени (25 декабря 2000) — за отвагу и самоотверженность, проявленные при исполнении гражданского долга по защите конституционного строя Республики Дагестан, укрепление дружбы и сотрудничества между народами и многолетний добросовестный труд[5]
- Орден «За заслуги перед Отечеством» III степени (14 ноября 2005) — за большой вклад в укрепление российской государственности и заслуги в законотворческой деятельности[6]
- Медаль «10 лет Федеральной службе судебных приставов» (18 октября 2007)[7]
- Орден Почёта (2008) — за вклад в развитие социально-экономической ситуации в республике, решение вопросов, связанных с безопасностью[8]
- Орден Святого благоверного князя Даниила Московского (15 июля 2009) — в ознаменование 10-летия возрождения Бакинско-Прикаспийской епархии, принимая во внимание усилия для разрешения проблем религиозной жизни[9]
- Орден «За заслуги перед Отечеством» II степени (18 февраля 2010) — за заслуги перед государством и большой личный вклад в социально-экономическое развитие республики[10]
- Орден Александра Невского (2015)[11]
- Орден «За заслуги перед Отечеством» I степени (2021)[12][13]
- Орден Почёта Республики Дагестан III степени (31 мая 2023) — за выдающийся вклад в развитие государственности Республики Дагестан, заслуги научной и общественной деятельности
- Орден «За доблестный труд» (2025)[14]
- Орден Почёта Республики Дагестан I степени (2025)[15]